# Académie du royaume du Maroc
L’Académie du royaume du Maroc (en arabe : أكاديمية المملكة المغربية ; en amazigh : ⵜⴰⴳⴰⴷⵉⵎⵉⵢⵜ ⵏ ⵜⴳⵍⴷⵉⵜ ⵏ ⵍⵎⵖⵔⵉⴱ) est une institution académique du Maroc. Elle a été fondée le 8 octobre 1977 par le roi Hassan II avec pour objectif de contribuer au développement et à la promotion de la recherche scientifique, particulièrement dans le domaine des sciences humaines, de la culture et des arts. Le site de l'académie, situé le long de l'avenue Mohammed VI, au sud de Rabat, est mitoyen de celui de l'autre institution académique marocaine : l'Académie Hassan II des sciences et techniques, versée pour sa part dans les sciences exactes, naturelles et techniques.
L'académie compte soixante membres : trente membres résidents, de nationalité marocaine, et trente membres associés, de nationalités étrangères.
En 2021, l'Académie du royaume du Maroc a été réorganisée par la loi n° 74-19 promulguée par le dahir n° 1-21-02 du 5 février 2021. Elle intègre désormais trois instituts : l'instance académique supérieure de traduction ; l'institut académique des arts et l'institut royal de recherche sur l'histoire du Maroc.
Cette réorganisation, énoncée dans le Dahir de février 2021, prévoit "l’intégration, au sein de l’Académie, de l'Institut Royal de recherche sur l'Histoire du Maroc, la création de l’Instance académique supérieure de traduction, de l’Institut académique des arts et de la Fondation de l’Académie du Royaume du Maroc pour la coopération culturelle. Outre la promotion de la connaissance historique et la rénovation des méthodes de recherche sur le patrimoine et l’Histoire du Maroc, ces instances doivent accorder une attention particulière à la traduction et aux arts, deux disciplines réputées pour leur rôle central dans la mise en valeur des apports de la pensée marocaine au savoir contemporain. Par conséquent, l'Académie s'inscrit dans la recherche scientifique et la coopération internationale signant à titre d'exemple, le 2 avril 2025, avec l’Académie nationale de médecine de France, un accord-cadre de coopération dans le domaine médical, scientifique et intellectuel. Accord qui  entend favoriser les échanges entre les centres hospitaliers, les facultés de médecine, les institutions de recherche ainsi que les autres acteurs majeurs de la santé des deux pays,,,. 

## Gouvernance
Le secrétaire perpétuel de l'académie est Abdeljalil Lahjomri, par ailleurs directeur du Collège royal, et ce depuis 2015.